# 大台南公車棕幹線
大台南公車棕幹線為全市六大幹線公車之一，由興南客運和新營客運聯營。自新營站出發之後，行經民治市政中心、鹽水、學甲、奇美佳里分院，終點至興南客運佳里站。由於棕幹線的起訖站合稱佳新幹線（加薪幹線），成為該線的噱頭。棕幹線的主題公車為「動物王國」。本線係由原本新營客運的7409路（新營－苓仔寮）及興南客運的7601路（臺南－學甲）等2條公路客運路線改制而成，2013年5月1日正式通車。
根據2019年運量統計，本線運量為74萬6830人次，在全臺南市公車路線運量排第9名。

## 歷史
- 2013年5月1日：因應大台南公共運輸政策，原新營客運的7409路（新營－苓仔寮）及興南客運的7601路（臺南－學甲）改制為棕幹線，並於同日通車。
- 2013年6月1日：部分班次繞駛「麻油寮」、「飯店里」站。
- 2014年3月1日：大灣、東寮間增設「清濟宮」招呼站。
- 2014年7月1日：南新國中、太子路口間增設「民生、新南里」招呼站。
- 2014年8月15日：月津國小、舊營間增設「鹽水壽園」招呼站。
- 2014年9月1日：大灣、營頂間增設「溪州」招呼站。[1]
- 2014年9月23日：增開行駛「新營－鹽水」區間車。[2]
- 2014年10月15日：原「糖廠前」站更名為「蕭壠文化園區」。
- 2014年12月8日：學甲、學甲國中間增設「學甲中華電信」招呼站（往新營）。
- 2015年4月1日：歡雅、舊營間增設「大莊里」招呼站。
- 2016年11月15日：原「中山公園」站更名為「佳里公園」。
- 2017年2月3日：增開行駛「新營－學甲公所」區間車。[3]
- 2017年4月7日：學甲、學甲國中間增設「學甲郵局」招呼站（往佳里），原「學甲中華電信」站更名為「學甲郵局」。
- 2018年6月11日：橋南里、鹽水間增設「護庇宮」招呼站。
- 2018年6月27日：原「地政事務所」站更名為「鹽水地政事務所」、「學甲公所」站更名為「學甲區公所」。
- 2018年8月1日：原「大埔」站更名為「大豐南天宮」。
- 2018年9月21日：民治市政中心、南新國中間增設「新營高中」招呼站。
- 2019年2月27日：學甲國中、德安寮間增設「學甲工業區」招呼站。
- 2019年5月10日：東寮、清濟宮間增設「中華、華宗路口」招呼站。
- 2019年9月25日：增開行駛「新營－大埔路口」區間車。[4]
- 2020年12月25日：茄苳腳、新營工業區間增設「新營轉運站」招呼站。
- 2022年7月14日：原「統聯客運」站更名為「高公局新營工務段」。
- 2022年12月28日：太子路口、高公局新營工務段間增設「復興、金華路口」招呼站。

## 路線基本資料
- 全程行車里數：30.9公里。（繞駛麻油寮里數30.5公里）
- 全程行車時間：約60分。
- 行經行政區域：臺南市新營區、鹽水區、學甲區、佳里區。
- 主要行經道路：市道172號、台19線。
- 日運量約2046人，全線配置多輛低地板公車。

### 停站
- 參見右側站牌路線圖。

### 收費
依里程計費，刷卡前8公里免費，轉乘再優惠9元。

### 棕線配車
新營客運
- 2014年 1輛DAEWOO低地板公車：546-U9
- 2015年 1輛DAEWOO低地板公車：616-U9
- 2016年 1輛DAEWOO低地板公車：681-U9
- 2019年 1輛MASTER低地板公車：KKA-7689
- 2021年 7輛BYD電動低地板公車：EAL-0731~EAL-0736、EAL-0738~EAL-0739
- 2023年 4輛鴻華Model T低地板公車：EAL-0716~EAL-0719

興南客運
- 2013年 2輛VOLVO B7RLE低地板公車：692-FS~693-FS
- 2014年 2輛申沃SWB6127低地板公車：415-U9、417-U9
- 2015年 1輛申沃SWB6127低地板公車：066-U9
- 2021年 8輛GOLDEN DRAGON電動低地板公車：EAA-753、EAA-768、EAA-770~EAA-776

### 過往棕線配車
興南客運
- 2001年 2輛HINO ERK2JRL(前首都客運)：509-FS、520-FS(淘汰)
- 2002年 2輛HINO ERK2JRL(前首都客運)：578-FS、580-FS(淘汰)
- 2004年 2輛HINO ERK1JRL(前花蓮客運遊覽部)：640-FM、641-FM(淘汰)
- 2005年 2輛HINO ERK1JRL(前大南汽車)：485-U9、486-U9(淘汰)
- 2013年 1輛申沃SWB6127低地板公車：683-FS(改為預備車)
- 2014年 1輛申沃SWB6127低地板公車：419-U9(改為預備車)
- 2015年 2輛申沃SWB6127低地板公車：063-U9、065-U9(轉調至他線)
- 2015年 3輛VOLVO B7R遊覽車：KKA-7519、KKA-7521、KKA-7525(停用報停)
- 2016年 1輛VOLVO B7RLE低地板公車：097-U9(轉調至他線)
- 2018年 1輛VOLVO B7RLE低地板公車：KKA-7323(轉調至他線)

新營客運
- 2005年 4輛HINO ERK2JML(前臺北客運)：830-FS~833-FS(淘汰)
- 2010年 1輛HINO RK8JRSA遊覽車：728-FS(淘汰)
- 2011年 1輛HINO RK8JRSA遊覽車：746-FS（轉調他線）
- 2013年 2輛TOYOTA COASTER中巴：501-U9、507-U9（轉調他線）
- 2014年 1輛DAEWOO低地板公車：542-U9（轉調棕支線）
- 2015年 1輛DAEWOO低地板公車：619-U9（轉調棕支線）
- 2016年 1輛DAEWOO低地板公車：683-U9（轉調他線）

## 外部連結
- 大台南公車棕幹線路線圖&時刻表 （页面存档备份，存于）
- 大台南公車 （页面存档备份，存于）
- 興南客運 （页面存档备份，存于）
- 新營客運 （页面存档备份，存于）